# Lotus 100T
O 100T é o modelo da Lotus da temporada de 1988 da Fórmula 1. Conduzido por Nelson Piquet e Satoru Nakajima. 
O carro era equipado com o mesmo motor RA168E Honda V6 Turbo da McLaren MP4/4, que venceu 15 das 16 corridas em 1988. 
O 100T foi um update do modelo prévio 99T pilotado por Ayrton Senna em 1987: tecnicamente o projeto do carro se manteve inalterado, exceto pelo nariz redesenhado e pelo abandono da suspensão ativa (que acrescentava aproximadamente 25kg ao peso do carro e acarretava perda de 5% de potência do motor - mas Senna insistia em seu desenvolvimento). Com a mudança no regulamento para 1988, em que a FIA reduziu o limite da pressão do turbo de 4.0 para 2.5 bar, a equipe considerou que não valia a pena o peso extra e a perda de potência, abandonando assim a suspensão ativa e revertendo ao setup convencional com amortecedores fornecidos pela Bilstein.
O carro projetado por Gérard Ducarouge e Martin Ogilvie apresentava problemas de projeto - teve o desenvolvimento aerodinâmico comprometido por dados incorretos durante a fase de desenvolvimento no túnel de vento da March em Brackley, além de uma séria falta de rigidez do chassis, que torcionava com a potência do motor Honda, tornando o carro muito difícil de guiar.
Muitos acreditavam que devido ao motor Honda, o então atual campeão mundial Nelson Piquet seria competitivo frente às McLarens, ou pelo menos, “o melhor do resto do grid”. Entretanto, os melhores resultados de Piquet foram apenas três terceiros lugares, com soma total de 22 pontos.
Alguns desempenhos frustrantes incluem a qualificação de Piquet em 11º no GP de Mônaco, 4.4 segundos atrás do pole position Ayrton Senna (que havia vencido o GP de Mônaco pela Lotus em 1987) e o fato de Satoru Nakajima não ter conseguido se qualificar em Mônaco e em Detroit, tornando o Lotus 100T o único carro de F1 equipado pela Honda a não se classificar para um GP.
Com o fim da era turbo ao final da temporada 1988, o chassis se tornou obsoleto, sendo substituído pelo Lotus 101 equipado com o motor Judd V8 naturalmente aspirado para a temporada de 1989.

## Resultados[1]
(legenda) 
| Ano  | Chassi | Motor                 | Pneus | N° | Pilotos         | 1   | 2   | 3   | 4   | 5   | 6   | 7   | 8   | 9   | 10  | 11  | 12  | 13  | 14  | 15  | 16  | Pontos | Posição |  |
| ---- | ------ | --------------------- | ----- | -- | --------------- | --- | --- | --- | --- | --- | --- | --- | --- | --- | --- | --- | --- | --- | --- | --- | --- | ------ | ------- |  |
|      |        |                       |       |    |                 |     |     |     |     |     |     |     |     |     |     |     |     |     |     |     |     |        |         |  |
|      |        |                       |       |    |                 | BRA | SMR | MON | MEX | CAN | USE | FRA | GBR | GER | HUN | BEL | ITA | POR | ESP | JAP | AUS |        |         |  |
| 1988 | 100T   | Honda RA168E V6 Turbo | G     | 1  | Nelson Piquet   | 3   | 3   | Ret | Ret | 4   | Ret | 5   | 5   | Ret | 8   | 4   | Ret | Ret | 8   | Ret | 3   | 23     | 4º      |  |
| 1988 | 100T   | Honda RA168E V6 Turbo | G     | 2  | Satoru Nakajima | 6   | 8   | DNQ | Ret | 11  | DNQ | 7   | 10  | 9   | 7   | Ret | Ret | Ret | Ret | 7   | Ret | 23     | 4º      |  |